# Los ojos del hermano eterno
Los ojos del hermano eterno. Una leyenda (en alemán, Die Augen des ewigen Bruders. Eine Legende) es una novela breve del escritor austriaco Stefan Zweig. Fue editada por Insel-Bücherei en 1922.

## Argumento
La obra narra el camino de un guerrero llamado Virata hacia la purificación. La novela se halla ambientada en la India durante la época de Gautama Buddha (siglo VI a. C.) en la corte de un rey Rajput, siendo su protagonista el guerrero Virata (Virâta, voz sánscrita: n.m. 1. Una de las formas de Dios, 2. kshatriya, guerrero; adj.: “descomunal”, “poderoso”). Su argumento es como sigue. Una rebelión en el reino obliga al rey a poner al mando de sus ejércitos a Virata, famoso guerrero al que el pueblo otorga el título honorífico de “Espada centelleante”. Virata, fiel en el cumplimiento de sus deberes de casta, acepta defender al rey sin preguntar quiénes son los enemigos. Sofoca la rebelión y, tras el combate, al contar los muertos en el campo de batalla, descubre el cadáver de su hermano, muerto por su mano y cuyos ojos fríos le miran acusadores. La transformación se inicia. Es todo un símbolo en acción el que la novela transcurra en la época de Buda, pues la compasión por los seres vivientes (kâruna) inunda el corazón del guerrero. Virata considera que, quien mata a un semejante, está matando a un hermano y renuncia a sus prerrogativas de general victorioso. Sus experiencias le llevan a asimilar en sí las enseñanzas de la filosofía del Bhagavad Gîtâ a este respecto y, siguiéndolas, llega por fin al sendero correcto que conduce hacia la autorrealización, todo esto le lanzará por diversas etapas como guerrero, juez, noble, anacoreta, en busca de la libertad y la tranquilidad de espíritu. Al final descubrirá que sólo quien es útil es libre: quien da su voluntad a otro y su energía a una labor.